# Alberto Alonso Cuevas
Alberto Alonso Cuevas (nacido el 1 de abril de 2001 en Burgos, Castilla y León) más conocido como Totte, es un jugador de baloncesto español. Con 2,02 metros de altura, juega en la posición de alero en las filas del UBU Tizona de la Liga LEB Oro.

## Trayectoria deportiva
Alberto Alonso se formó en las categorías inferiores del Club Basket Burgos 2002, desde donde después pasaría a formar parte del Club Baloncesto Miraflores. 
En la temporada 2018-19, el burgalés disputó 22 encuentros con el Nissan Grupo de Santiago, filial del San Pablo Burgos, que milita en la Liga EBA, con una media de 23 minutos. El jugador promedió 7 puntos, capturó 6,6 rebotes y sumó 10,9 de créditos de valoración por choque. Alberto Alonso también jugó durante la misma temporada en las filas del conjunto júnior del club, con el que se proclamó campeón de la Final Four Júnior de Castilla y León.
El 25 de noviembre de 2018, hace su debut con San Pablo Burgos en Liga Endesa con 17 años. El alero disputó 8 segundos, en una victoria frente al Iberostar Tenerife por 79 a 68 en la jornada décima de liga de la temporada 2018-19.
En la temporada 2019-20, forma parte de la plantilla del Nissan Grupo de Santiago de Liga EBA y disputaría minutos en los encuentros frente al Real Madrid Baloncesto y FC Barcelona, en las jornadas 25 y 29, respectivamente.
El 25 de febrero de 2020, el jugador burgalés es cedido al CB Benicarló de la Liga LEB Plata de España hasta el final de la temporada.
El 1 de noviembre de 2020, disputaría 7 minutos y 11 segundos con el San Pablo Burgos, en un encuentro frente al Baloncesto Fuenlabrada por 78 a 99 en la novena jornada de liga de la temporada 2020-21.
En febrero de 2021, formaría parte de la plantilla que ganó la Copa Intercontinental FIBA 2021.
El 19 de julio de 2021, firma por el UBU Tizona de la Liga LEB Plata.
El 27 de junio de 2023, tras lograr el ascenso a la Liga LEB Oro con el conjunto burgalés, firma por el FC Cartagena Baloncesto de la Liga LEB Plata, cedido por el UBU Tizona durante una temporada. Con el conjunto cartagenero logaría de nuevo el ascenso a la Liga LEB Oro.
En la temporada 2024-25, regresa al conjunto burgalés para formar parte de su plantilla para disputar la Liga LEB Oro.